# Венетидис, Стилианос
Стилиано́с (Сте́лиос) Венети́дис (греч. Στυλιανός (Στέλιος) Βενετίδης; 19 ноября 1976, Лариса, Греция) — греческий футболист, защитник. Чемпион Европы 2004 в составе сборной Греции.

## Карьера

### Клубная
С 1994 по 1995 год выступал в любительской региональной лиге за команду «Орестис», где сыграл 25 встреч и забил 3 мяча. Затем начал профессиональную карьеру в сезоне 1995/96 в клубе «Шкода Ксанти», где выступал до 1999 года, проведя за это время 118 матчей и забив 2 гола. Затем перешёл в ПАОК, где провёл 2 сезона, сыграв в общей сложности в 55 встречах и забив 1 мяч. В сезоне 2000/01 выиграл, вместе с клубом, свой первый трофей — Кубок Греции.
С 2001 по 2006 год выступал в составе «Олимпиакоса», за который провёл 77 игр. Именно в «Олимпиакосе» игрок добился наибольших успехов в карьере, 4 раза став чемпионом Греции, 1 раз вице-чемпионом, дважды обладателем Кубка страны и дважды его финалистом.
В своём последнем сезоне в одном из сильнейших клубов Греции Венетидис потерял место в составе. Не желая завершать карьеру, Стелиос перешёл в 2006 году в «Ларису», где продолжает выступления по сей день, проведя за 4 сезона 79 игр и забив 2 мяча. С «Лариссой» тоже выиграл трофей — Кубок Греции сезона 2006/07.

### В сборной
С 1999 по 2004 год выступал в составе главной национальной сборной Греции, провёл за неё 42 матча и стал, вместе с командой, чемпионом Европы на турнире 2004 года.

## Достижения

### Командные
ПАОК
- Обладатель Кубка Греции: 2000/01

«Олимпиакос»
- Чемпион Греции: 2001/02, 2002/03, 2004/05, 2005/06
- Вице-чемпион Греции: 2003/04
- Обладатель Кубка Греции: 2004/05, 2005/06
- Финалист Кубка Греции: 2001/02, 2003/04

«Лариса»
- Обладатель Кубка Греции: 2006/07

Сборная Греции
- Чемпион Европы: 2004